# بلم (سفينة)
البلم هو سفينة شراعية عراقية لها اصول تاريخية قديمة حيث استعملها السومريون في الانهار، متوسطة الحجم استخدمت  لصيد الأسماك و النقل. واستعمل اهل الكويت نوعان من البلم لصيد الاسماك والغوص للؤلؤ: البلم النصاري و البلم الفودري، حيث أن البلم الفودري أصغر حجماً و استخدم بشكل أساسي لصيد الأسماك واستعمله اهل الكويت.

## التصميم
البلم سفينة متوسطة الحجم مدببة الطرفين، تشبه البوم إلى حد كبير. و ميلان عمود المقدمة يطابق ميلانه في المؤخرة. يزود البلم بصارية واحدة و عدد من المجاديف.
أيضاً يستخدم البلم صيادون الأسماك في نهري دجلة والفرات في أنحاء العراق وتكون كنية قائده «البلام».